# GSI L'Equipe Open
O GSI L'Equipe Open foi uma competição masculina de golfe no circuito europeu da PGA ocorrida em 1985, no Le Touquet Golf Club, em Le Touquet, França e foi vencida pelo inglês Mark James com uma pontuação de 272 (−16).

## Campeão

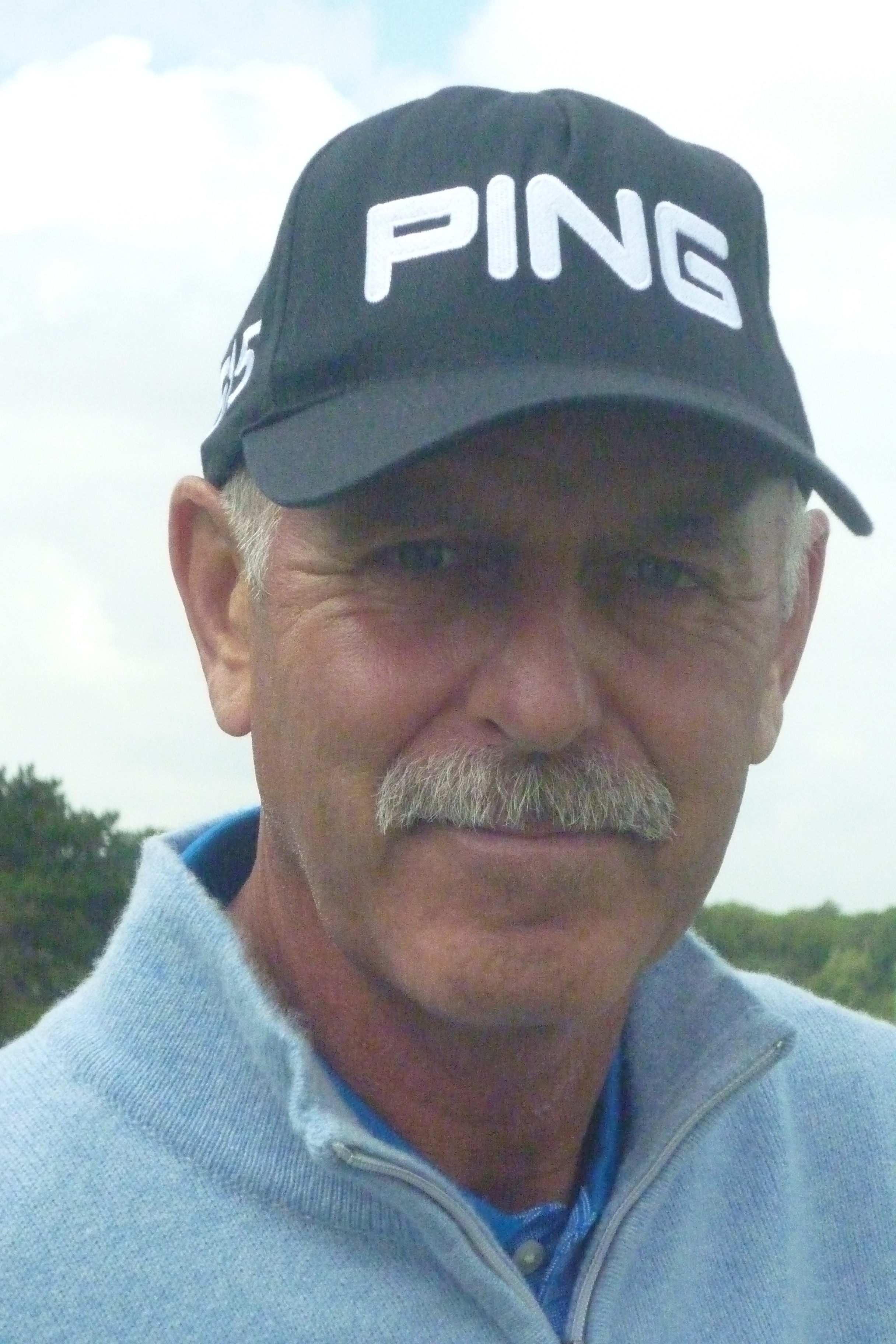
Mark James sagrou-se campeão com um total de 272 (−16) pontos.

| Ano  | Campeão    | País       | Pontuação | Par | Margem de vitória | Vice-campeão |
| ---- | ---------- | ---------- | --------- | --- | ----------------- | ------------ |
| 1985 | Mark James | Inglaterra | 272       | −16 | 3 tacadas         | Carl Mason   |